# Текстилна индустрија
Текстилна индустрија је грана индустрије која се бави прерадом влакнастих сировина и израдом тканина, плетених производа и предива. Ослања се пољопривредну производњу из које црпи потребне сировине: вуна, лан, памук, свила, јута и др. Ово је једна од најстаријих индустријских грана. Крајњи продукт производње су одећа и разне врсте тканина.
У Србији постоји неколико фабрика које се баве овом делатношћу: Индустрија одеће Први мај Пирот, Текстилна индустрија Београд, Азаро, Синтелон, Бачка Паланка, Брусјанка, Брус, Лисца и др.

## Подела сировина
Сировине које се користе у текстилној индустрији према пореклу се могу поделити на:
- животињске: вуна, крзно
- биљне: конопља, памук, лан, јута
- вештачке: вештачка целулоза, поливинил

Сировинска база у Србији је веома слаба па се тако увози 79% вуне, 95% памука и 100% јуте, за потребе домаће производње. Гаји се конопља на малим површинама и са скромним приносима на Косову и у Поморављу и памук у Војводини и Неготинској крајини.

## Подела текстилне индустрије
Текстилна индустрија се према материјалу коју се користи у главном производном процесу може поделити на:
- Индустрију вуне
- Индустрију памука
- Индустрију јуте
- Индустрију лана и конопље
- Индустрију свиле
- Конфекцијску индустрију
- Индустрију тепиха
- Индустрију ћилима
- Индустрију вештачких влакана
- Индустрију трикотаже